# Ferrocarril de Sierra Alhamilla
El ferrocarril de Sierra Alhamilla fue un trazado ferroviario creado en 1891, aunque algunas fuentes lo datan en 1888, para facilitar el transporte del mineral de hierro de las minas que estaban antaño en uso en Sierra Alhamilla, en la provincia de Almería, España. A día de hoy, no quedan más que las ruinas de una estación, el lecho de las vías y los pilares de un puente.

## Historia
La historia de esta línea de ferrocarril va ligada a la explotación de un conjunto de minas en las laderas sureñas de Sierra Alhamilla, principalmente de hierro. Hasta la instalación del ferrocarril que nos ocupa, el transporte del material hasta el puerto de Almería se hacía en vagonetas tiradas por tres mulos en línea, o sobre el mismo lomo de los mulos.
Con la intención de amortizar más rápidamente la inversión de la construcción, que ascendía a 1 640 633 pesetas de la época, se incluyeron en los convoyes vagones de pasajeros. También, con idea de abaratar su construcción, el cruce del rio Andarax se haría sobre un badén, en lugar de un puente, que se alzaba unos 60 cm del lecho. El mismo año de su construcción quedó probado que esto fue insuficiente, obligando a la construcción de un puente de metal, hoy desmantelado y trasladado a la rambla de Belén, cuyos pilares quedarían blindados tras muros de mampostería y que dejaría suficiente gálibo para el paso de transportes de tracción animal con cargas de esparto y cereales, además de salvar la crecida más alta registrada.
En el momento de su construcción, fue el segundo ferrocarril presente en la provincia, siendo el primero la línea Palomares-Herrerías, también destinada al transporte de mineral. No sería hasta varios años más tarde cuando llegaría la línea que conecta la capital almeriense con el resto de España, la línea Linares-Almería.
Hacia 1910 se inauguró un servicio que permitía transportar pasajeros saliendo desde la capital los martes, jueves y sábados a las 8 de la mañana, parando en Huércal y Pechina, con una duración máxima de 45 minutos. Posteriormente se añadió un nuevo servicio los domingos. Este servicio tuvo éxito hasta los comienzos de los años 1920, debido al auge del excursionismo hacia los Baños de Sierra Alhamilla, pero debido al alto coste de la línea, provocado por el declive de la minería en la zona, se eliminaron las primeras rutas hasta que finalmente en 1924 se dejó de prestar esta ruta. Las presiones del gobernador de Almería, Santiago Zumel Ruiz, sólo consiguieron promesas por parte de la empresa, que nunca fueron cumplidas.
Hacía 1927 llegó el cierre definitivo de la ruta, incluida para la minería.
Al llegar la Guerra civil española, a partir de enero de 1937, se decretó la utilizaron los raíles y traviesas de esta vía para el encofrado y el apuntalamiento de los refugios subterráneos de Almería durante su construcción, aunque al empezar las labores de desmontaje ya se advirtió que la población había comenzado a desmontar elementos para su aprovechamiento propio.

### Actualidad
El paraje en el que se asienta la estación del Chorillo se ha utilizado en varias ocasiones para el rodaje de películas como Exodus, Assassin's Creed o Juego de Tronos.

## Trazado
El trazado se compondría de un total de cuatro secciones diferentes, todas ellas basadas en raíles Vignole de tipo Adhemar, con un ancho de vía de 914 milímetros, tres pies ingleses, común en Norte- y Centroamérica, e igual al ya existente en Mallorca en el ferrocarril de Sóller y en la red de los Ferrocarriles de Mallorca hasta los años 2000:
- 1ª Sección: Plano inclinado de 1281,61 metros de longitud entre las cotas de 600 m s. n. m. en la mina “Casualidad” y los 298 m s. n. m. de la estación del “Chorrillo” donde propiamente se iniciaba la línea.
- 2ª Sección: Un tramo de 7896,29 metros entre “El Chorrillo” y el Carril del Campo, a las afueras de la localidad de Viator.
- 3ª Sección: Un total de 7301,55 metros entre el Carril del Campo y la estación de Almería, junto a la antigua Fábrica de Gas.
- 4ª Sección: Ramal del muelle, con 2520 metros hasta el puerto, atravesando parte del casco urbano.

La pendiente media del trazado era del 2,2 %. Si bien había tramos que alcanzaban el 3,5 %, dado que el trayecto con carga se hacía en sentido descendente, no suponían problema alguno.
El trazado carecía de túnel alguno, sin embargo, sí que constaba de tres puentes que cruzaban sendas ramblas y el Río Andarax, este último de 90 metros de longitud, y del que hoy siguen siendo visibles sus pilares. Al desmantelar susodicho puente en la era de la posguerra, los restos fueron divididos en puentes más pequeños, que sirvieron para extender las calles Poeta Paco Aquino y San Juan Bosco de la capital almeriense sobre la Rambla de Belén.

## Material rodante
Al principio este Ferrocarril minero contó con varias locomotoras de vapor construidas en los Estados Unidos De América, de los años 1885 y 1897, casi idénticas a las del Oeste Americano, semejantes a las de los Ferrocarriles Virginia & Truckee Railroad y Eureka & Palisade Railroad. 
| Tipo  | N° y nombre | Fabricante | N° de fábrica | Año  | Notas                                                                                     |
| ----- | ----------- | ---------- | ------------- | ---- | ----------------------------------------------------------------------------------------- |
| 030 T | 1 "Almería" | Jung       | 134           | 1892 | Suministrada por Arthur Koppel                                                            |
| 030 T | 2 "Pechina" | Jung       | 135           | 1892 | Suministrada por Arthur Koppel Traspasada al ferrocarril de Buitrón a San Juan del Puerto |
| 030 T | 3 "Huércal" | Jung       | 136           | 1892 | Suministrada por Arthur Koppel Traspasada al ferrocarril de Buitrón a San Juan del Puerto |